# Paul Haslinger

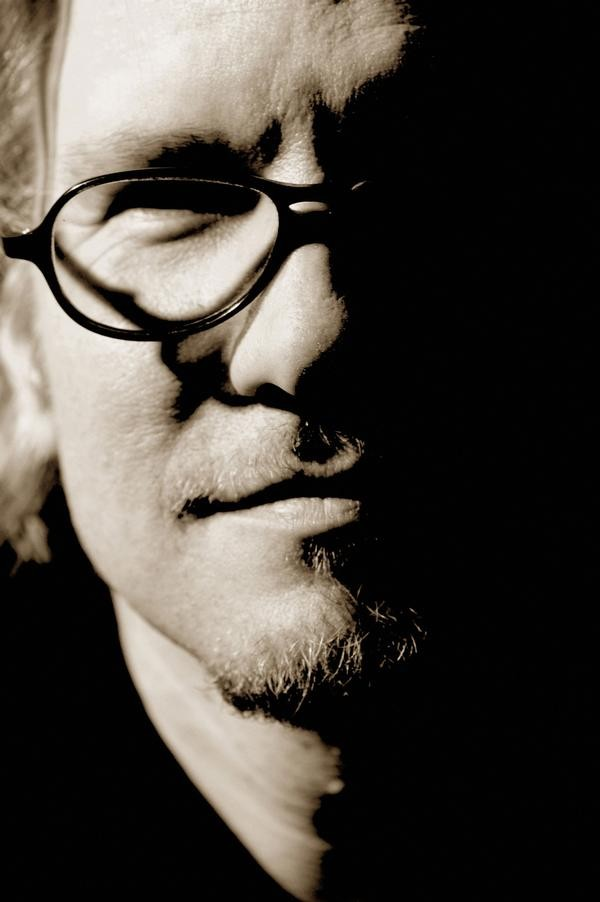
Paul Haslinger (vor 2007)

Paul Haslinger (* 1962 in Linz) ist ein österreichischer Komponist.

## Leben
Haslinger absolvierte eine klassische Ausbildung an der Wiener Musikakademie und lebt derzeit in Los Angeles. Von 1986 bis 1991 war er Mitglied bei Tangerine Dream.
Er produziert Musik für Hollywood-Filme und Computerspiele, aber auch für eigene Projekte und Live-Darbietungen.
Er arbeitete im Team des Filmmusikkomponisten Graeme Revell als Programmer und Arrangeur zu Musikprojekten wie z. B. Lara Croft: Tomb Raider, Chinese Box, Verhandlungssache, Red Planet oder Phoenix – Blutige Stadt.
Weniger bekannt ist seine Arbeit unter dem Projektnamen coma virus, etwa die Veröffentlichung Hidden aus dem Jahr 1996, bei der es sich um eine düster-atmosphärische Arbeit aus dem Genre Dark Ambient (bzw. Ambient Industrial) handelt, die auf dem Label side effects von Brian „Lustmord“ Williams veröffentlicht wurde.
Bekannt wurde er durch zahlreiche Soloproduktionen, sowie Kompositionen für Filme wie Underworld, Bring It One Again, Motel, The Girl Next Door.
Für die Musik zur Fernsehserie The Sleeper Cell I: The Enemy Is Here erhielt er eine Emmy-Nominierung.

## Filmografie
- 1994: Future Primitive
- 1996: World Without Rules
- 1997: Planetary Traveler
- 1999: Story of Computer Graphics
- 2000: Cheaters
- 2000: Dharmok’s Gate
- 2001: Verrückt/Schön (Crazy/Beautiful)
- 2002: Blue Crush
- 2002: Minority Report (zusätzliche Musik)
- 2002: Die Mothman Prophezeiungen (The Mothman Prophecies, Music Licensed)
- 2004: Girls United Again (Bring It on Again)
- 2003: Underworld
- 2003: The Italian Job – Jagd auf Millionen (The Italian Job, Music Licensed)
- 2004: The Girl Next Door
- 2004: Im Feuer (Lader 49, Music Licensed)
- 2005: Sleeper Cell (Fernsehserie)
- 2005: Stealth – Unter dem Radar (Stealth, Music Licensed)
- 2005: Batman Begins (Music Licensed)
- 2005: Into the Blue
- 2005: Far Cry Instincts (Videospiel)
- 2006: Far Cry Instincts: Evolution (Videospiel)
- 2006: N'Vidia – Originalmusik für die E3 Convention
- 2006: Crank
- 2006: Rainbow Six: Vegas – Videospiel
- 2006: Turistas
- 2006: Sleeper Cell (Fernsehserie)
- 2007: Shoot ’Em Up
- 2008: Prom Night
- 2008: Death Race
- 2009: Underworld – Aufstand der Lykaner (Underworld: Rise of the Lycans)
- 2009: After.Life
- 2010: Takers – The Final Job (Takers)
- 2011: Death Race 2
- 2011: Die drei Musketiere (The Three Musketeers)
- 2012: Underworld: Awakening
- 2012: Code Name: Geronimo (Seal Team Six: The Raid on Osama Bin Laden, Fernsehfilm)
- seit 2014: Halt and Catch Fire (Fernsehserie)
- 2015: The Messengers (Fernsehserie)
- seit 2015: Fear the Walking Dead (Fernsehserie)
- 2016: Resident Evil: The Final Chapter
- 2018: Wildling
- 2018: The Perfection
- 2020: Monster Hunter
- 2025: In the Lost Lands

## Diskografie (Auswahl)

### Programmierer für Graeme Revell
- 1997: Chinese Box
- 1998: Phoenix – Blutige Stadt (Phoenix)
- 1998: Verhandlungssache (The Negotiator)
- 1998: Ausnahmezustand (The Siege)
- 2000: Red Planet
- 2001: Lara Croft: Tomb Raider
- 2015: Rainbow Six Siege

### Mit Lightwave
- 1993: Tycho Brahe
- 1995: Mundis Subterraneus
- 2004: Bleue Comme Une Orange

### Als Coma Virus
- 1996: Deepnet (Compilation), Titel: De umbris idearum
- 1996: Hidden

### Mit Tangerine Dream
- 1986: Underwater Sunlight
- 1987: Live Miles
- 1987: Tyger
- 1987: Near Dark – Die Nacht hat ihren Preis (Near Dark) – Soundtrack
- 1987: Faustrecht – Terror in der Highschool (Three O’Clock High) – Soundtrack
- 1987: Shy People – Bedrohliches Schweigen (Shy People) – Soundtrack
- 1988: Optical Race
- 1988: Nacht der Entscheidung – Miracle Mile (Miracle Mile) – Soundtrack
- 1989: Lily on the Beach
- 1989: Destination Berlin – Soundtrack
- 1990: Melrose
- 1991: Canyon Dreams – Soundtrack
- 1991: Dead Solid Perfect – Soundtrack